# Siegmund Schlossmann
Alexander Siegmund Schlossmann, född den 18 november 1844 i Brody, då fri handelsstad, numera i Lviv oblast, Republiken Ukraina, död den 2 juli 1909 i Kiel, var en tysk rättslärd.
Schlossmann blev 1868 Dr. jur. på avhandlingen Zur Lehre von der Causa obligatorischer Verträge (1868), 1874 privatdocent i Breslau, samma år extra ordinarie professor i Bonn, 1884 ordinarie professor i Kiel. Efter att ha utgivit Zur Lehre vom Zwange. Eine critische Abhandlung (1874) offentliggjorde Schlossmann 1876 sin mycket lästa skrift Der Vertrag med dess skarpsinniga analys av begreppet rätt, ett arbete, till vilket även samtida nordisk vetenskap tog hänsyn. 
Sedan följde verk som Der Besitzerwerb durch Dritte nach römischem und heutigem Recht (1881), Das Kontrahieren mit offener Vollmacht (1892), det omfattande Die Lehre von der Stellvertretung insbesondere bei obligatorischen Verträgen. Kritik und wissenschaftliche Grundlegung I—II (1900 og 1902) och Der Irrtum über wesentliche Eigenschaften der Person und der Sache nach dem bürgerlichen Gesetzbuch (1903). 
Av Schlossmanns talrika romanistiska skrifter skall framhävas Altrömisches Schuldrecht und Schuldverfahren (1904), In iure cessio und mancipatio (1904), Nexum (samma år), Litis contestatio (1905), Persona und πρόσωπον im Recht und im christlichen Dogma (1906), och Praescriptiones und praescripta verba (1907) utöver en rad tidskriftsuppsatser, särskilt i "Zeitschrift der Savigny-Stiftung für Rechtsgeschichte". Som festskrift till Hänel författade Schlossmann Willenserklärung und Rechtsgeschäft (1907).